# Stélvio
Stélvio, właśc. Stélvio Rosa da Cruz (ur. 24 stycznia 1989 w Luandzie) – angolski piłkarz grający na pozycji defensywnego pomocnika. Posiada także obywatelstwo portugalskie.

## Kariera klubowa
Stélvio pochodzi z Luandy, ale w młodym wieku wyemigrował do Portugalii. Tam też rozpoczął karierę piłkarską w szkółce SC Braga. W 2007 roku przeszedł do kadry pierwszej drużyny. 11 listopada 2007 zadebiutował w pierwszej lidze portugalskiej w wygranym 3:0 domowym meczu ze Sportingiem.
W 2009 roku Stélvio został wypożyczony do beniaminka Primeira Liga, União Leiria. W Leiri swoje pierwsze spotkanie rozegrał 16 sierpnia 2009 przeciwko Rio Ave F.C. (1:1). W 2010 roku odszedł do angolskiego Primeiro de Agosto. Następnie grał w Recreativo Libolo oraz w Recreativo Caála, a w 2012 roku przeszedł do cypryjskiego Alki Larnaka, gdzie spędził sezon 2012/2013. W 2013 roku został zawodnikiem luksemburskiego F91 Dudelange. W lipcu 2019, po sześciu latach owocnych występów w barwach Dudelange, które okraszone zostało pierwszym w historii awansem klubu z tego kraju do fazy grupowej europejskich pucharów, przeszedł do belgijskiego RE Virton.

## Kariera reprezentacyjna
W latach 2007–2009 Stélvio występował w reprezentacji Portugalii U-21 i rozegrał w niej 10 spotkań. Następnie zdecydował, iż będzie reprezentował Angolę. Zadebiutował 10 października 2009 w wygranym 2:1 towarzyskim spotkaniu z Maltą. W 2010 roku został powołany do kadry na Puchar Narodów Afryki 2010. W 2018 roku po ośmiu latach przerwy selekcjoner Srđan Vasiljević zdecydował się powołać go na mecz eliminacji do Pucharu Narodów Afryki przeciwko Mauretanii. Angola awansowała na turniej, a sam Stélvio znalazł się później w kadrze na turniej.